# 1980年3月1日月食
1980年3月1日月食为一次在协调世界时1980年3月1日出現的半影月食。該次月食半影食分為0.681、全影食分為-0.436。

## 概述
這次月食的食分是10.88。

## 基本參數
- 類型：半影月食
- 食甚資料：
  - 日期：1980年3月1日
  - 時間：20:45
  - 月球位置：赤經10.88度、赤緯8.3度
  - 食分：半影食分：0.681、全影食分：-0.436

## 外部連結
- NASA月食專頁（页面存档备份，存于）（英文）